# إعلان جنيف بشأن العنف المسلح والتنمية
يسلطُ إعلان جنيف بشأن العنف المسلح والتنمية الضوء على الدور الذي يجب أن تلعبه الدول والمجتمعات المدنية في منع وتقليل العنف المرتبط بالحروب والجرائم و الاضطرابات الاجتماعية . تم تبني الإعلان في 7 من يونيو / حزيران عام 2006 ، وتُأيده الآن 113 دولة. وهو يعد أقوى بيان سياسي حتى الآن يعالج تأثير العنف المسلح في سياق التنمية. تُعقد اجتماعات دبلوماسية إقليمية رفيعة المستوى ومؤتمرات مراجعة وزارية منتظمة لتقييم ما يتم احرازه من التقدم فيما يتعلق بعملية وتنفيذ إعلان جنيف ؛عُقد أول مؤتمرين مراجعة وزاريين في عامي 2008 و2011. تم تنظيم سلسلة من مؤتمرات المراجعة الإقليمية خلال عام 2014 ليس فقط من أجل مراجعة عملية تنفيذ إعلان جنيف ولكن أيضًا لعكس وحشد الدعم في دمج الحد من العنف المسلح بشكل هادف في عمليات التنمية الوطنية والدولية، بما في ذلك خطة التنمية لما بعد عام 2015.
عند توقيع الدول على إعلان جنيف فإنها تلتزم بما يلي:
- دعم مبادرات قياس التكلفة البشرية والاجتماعية والاقتصادية للعنف المسلح؛
- إجراء تقييمات لفهم المخاطر ونقاط الضعف والاستجابة لها ؛
- تقييم فعالية برامج منع العنف المسلح والحد منه حول العالم ؛ و
- لنشر أفضل الممارسات والعبر.

وإدراكًا من أن مكافحة آفة العنف المسلح العالمية وآفاق التنمية المستدامة مرتبطان ارتباطًا وثيقًا، فإن العنف المسلح يشكل عقبةً رئيسيةً أمام تحقيق الأهداف الإنمائية للألفية . و اتفقوا على تعزيز جهودهم لإدماج الحد من العنف المسلح وبرامج منع الصراع في أطر واستراتيجيات التنمية الوطنية والإقليمية متعددة الأطراف.
يعتمد النهج على ثلاث ركائز:
1. التأييد : نشر وتنسيق المبادرات من أجل تنفيذ إعلان جنيف
2. قابلية القياس : رسم خرائط العنف المسلح على مستوى الدولة ورصده لتحديد نقاط الدخول وفرص التدخلات
3. النشر : النشر العملي حول منع العنف المسلح والحد منه

تتولى المجموعة الأساسية المكونة من 14 دولة ومنظمة منتسبة مسؤولية توجيه العملية وتنفيذ إعلان جنيف. و تشمل المنظمات التابعة لها مكتب منع الأزمات والتعافي منها (BCPR) والذي يتبع لبرنامج الأمم المتحدة الإنمائي (UNDP) ، و منظمة مسح الأسلحة الصغيرة - الذي يستضيف أيضًا أمانة إعلان جنيف - ولجنة المساعدة الإنمائية (DAC) التابعة لمنظمة التعاون الاقتصادي. - التشغيل والتنمية (OECD) ، ومكتب كويكر لدى لأمم المتحدة (QUNO).

الدول الأعضاء في المجموعة الأساسية:
| - البرازيل - كولومبيا - فنلندا - غواتيمالا | - إندونيسيا - كينيا - المغرب - هولندا | - النرويج - الفلبينيين - إسبانيا | - سويسرا (الدولة المنسقة) - تايلاند - المملكة المتحدة |

الدول الموقعة:
| - أفغانستان (2006) - ألبانيا (2008) - أنغولا (2007) - الأرجنتين (2007) - أستراليا (2006) - النمسا (2006) - بنغلاديش (2008) - بلجيكا (2011) - بنين (2007) - البوسنة والهرسك (2006) - البرازيل (2006) - بروناي (2008) - بلغاريا (2006) - بوركينا فاسو (2007) - بوروندي (2007) - كندا (2006) - الكاميرون (2007) - تشاد (2014) - شيلي (2006) - كولومبيا (2008) - جمهورية الكونغو الديمقراطية (2007) - كوستاريكا (2006) - كوت ديفوار (2007) - كرواتيا (2008) - قبرص (2009) - الدنمارك (2008) - جمهورية الدومينيكان (2007) - الإكوادور (2007) - ال سلفادور (2006) | - إثيوبيا (2007) - فيجي (2008) - فنلندا (2006) - فرنسا (2006) - جورجيا (2008) - ألمانيا (2006) - غانا (2006) - اليونان (2006) - غواتيمالا (2006) - غينيا (2011) - غيانا (2008) - الكرسي الرسولي (2006) - هندوراس (2006) - المجر (2006) - أيسلندا (2007) - إندونيسيا (2006) - أيرلندا (2006) - إيطاليا (2007) - جامايكا (2006) - اليابان (2006) - الأردن (2006). - كازاخستان (2008) - كينيا (2006) - كوريا الشمالية (2008) - كوريا الجنوبية (2006). - قيرغيزستان (2008) - لبنان (2006) - ليسوتو (2007) | - ليبيريا (2006) - ليبيا (2007) - ليختنشتاين (2008) - ليتوانيا (2009) - لوكسمبورغ (2009) - جمهورية مقدونيا (2009) - مدغشقر (2007) - ملاوي (2007) - ماليزيا (2008) - مالي (2006) - موريشيوس (2007) - المكسيك (2006) - منغوليا (2008) - الجبل الأسود (2008) - المغرب (2006) - موزمبيق (2006) - ناورو (2008) - نيبال (2008) - هولندا (2006) - نيوزيلندا (2006) - نيكاراغوا (2009) - النيجر (2007) - نيجيريا (2006) - النرويج (2006) - بالاو (2008) - بنما (2007) - بابوا غينيا الجديدة (2006) - البيرو (2007) | - الفلبين (2008) - البرتغال (2006) - قطر (2006). - رومانيا (2008) - رواندا (2007) - ساموا (2008) - السنغال (2006) - صربيا (2008) - سيراليون (2006) - سلوفاكيا (2008) - سلوفينيا (2006) - جزر سليمان (2008). - جنوب إفريقيا (2006). - إسبانيا (2007) - السودان (2007) - السويد (2006) - سويسرا (2006) - طاجيكستان (2008) - تايلاند (2006) - تيمور ليشتي (2006) - توغو (2011) - أوغندا (2007) - الإمارات العربية المتحدة (2011) - المملكة المتحدة (2006) - أوزبكستان (2008) - فانواتو (2008) - زامبيا (2007) - زيمبابوي (2007) |

## اى مراجع
1. ↑  Geneva Declaration Secretariat. 2008. The Global Burden of Armed Violence. Geneva: Geneva Declaration Secretariat
2. ↑  Armed Violence Prevention and Reduction: A Challenge for Achieving the Millennium Development Goals نسخة محفوظة 29 ديسمبر 2018 على موقع واي باك مشين.
3. 1 2  "The Geneva Declaration - How does it work? Implementation of Measures against Armed Violence - Geneva Declaration". مؤرشف من الأصل في 2020-12-02.
4. ↑  "The Geneva Declaration - Who signed it? Declaration on Armed Viol - Geneva Declaration". مؤرشف من الأصل في 2020-12-02.

## روابط خارجية
- http://www.genevadeclaration.org
- النص الكامل لإعلان جنيف
- العبء العالمي للعنف المسلح
- ملاحظات بحثية حول الحد من العنف المسلح، وتمكين التنمية (2012)
- ورقة عمل حول العمل ضد العنف: ممارسات واعدة في الحد من العنف المسلح ومنعه (2011)